# Егоров, Александр Михайлович
Александр Михайлович Егоров — советский хозяйственный и политический деятель.

## Биография
Родился в 1925 году в деревне Рословка. Член КПСС.
Окончил Зеленодольский механический техникум, Алтайский политехнический институт имени Ползунова.
В 1943—1950 гг. — помощник мастера, инженер по ТБ, начальник бюро, старший технолог завода имени Серго Министерства судостроительной промышленности СССР в Зеленодольске.
В 1950—1952 гг. — приёмщик-представитель Министерства сельского хозяйства СССР на Волгоградском тракторном заводе.
В 1952—1955 гг. — военнослужащий Советской армии.
В 1955—1956 гг. — приёмщик-представитель Министерства сельского хозяйства СССР на Алтайском тракторном заводе.
В 1956—1960 гг. — второй секретарь Рубцовского горкома КПСС, председатель Рубцовского горисполкома.
В 1960—1963 гг. — первый секретарь Рубцовского горкома КПСС.
В 1963—1969 гг. — главный инженер завода «Алтайсельмаш».
В 1969—1974 гг. — директор завода «Казахсельмаш».
В 1974—1985 гг. — председатель Казсельхозтехники.
В 1985—1988 гг. — заместитель председателя Государственного агропромышленного комитета Казахской ССР.
Избирался депутатом Верховного Совета Казахской ССР 9-11-го созывов. Делегат XXII съезда КПСС.
Умер в 2008 году.

## Награды
- Орден Октябрьской Революции
- Орден Трудового Красного Знамени (дважды)